# Esbareich
Esbareich (gaskognisch Esbarèish) ist eine französische Gemeinde mit 79 Einwohnern (Stand 1. Januar 2022) im Département Hautes-Pyrénées in der Region Okzitanien; sie gehört zum Arrondissement Bagnères-de-Bigorre und zum Gemeindeverband Neste Barousse. Seine Bewohner nennen sich Esbaraichais/Esbaraichaises.

## Geografie
Esbareich liegt rund 51 Kilometer südöstlich der Stadt Tarbes an der Grenze zum Département Haute-Garonne. Die Gemeinde besteht aus dem Dorf Esbareich sowie wenigen Häusergruppen und Einzelgehöften. Weite Teile der Gemeinde sind Bergland und bewaldet. Die L’Ourse de Sost durchzieht die Gemeinde nordwärts und bildet teilweise die Gemeindegrenze. Der höchste Punkt der Gemeinde ist der Cap de Pouy de Hourmigé im Südosten der Gemeinde. Die Gemeinde liegt an der Straße D 22 und nur wenige Kilometer westlich der Route nationale 125.

## Geschichte
Der Ort wurde indirekt (de Stovarex) namentlich erstmals um das Jahr 980 im Kopialbuch von Lézat erwähnt. Im Mittelalter lag der Ort innerhalb der Grafschaft Barousse in der Region Armagnac, die wiederum ein Teil der Provinz Gascogne war. Die Gemeinde gehörte von 1793 bis 1801 zum District La Barthe. Zudem lag Esbareich von 1793 bis 2015 im Kanton Mauléon-Barousse. Die Gemeinde ist seit 1801 dem Arrondissement Bagnères-de-Bigorre zugeteilt.

## Bevölkerungsentwicklung
| Jahr                       | 1962 | 1968 | 1975 | 1982 | 1990 | 1999 | 2006 | 2014 | 2020 |
| Einwohner                  | 104  | 97   | 60   | 47   | 53   | 61   | 91   | 80   | 80   |
| Quellen: Cassini und INSEE |      |      |      |      |      |      |      |      |      |

## Sehenswürdigkeiten
- zahlreiche regionaltypische Häuser und Türen/Pforten
- Stein mit Relief aus gallo-römischer Zeit
- Kirche Notre-Dame de l’Assomption (Mariä Himmelfahrt) aus dem Jahr 1862
- 25 Meter lange Brücke über die Ourse de Sost
- alter Brotofen
- rund ein Dutzend Dorfbrunnen
- Denkmal für die Gefallenen[1]
- Wegkreuz Croix de Crouzet und ein weiteres Wegkreuz westlich des Dorfs
- ehemalige Dorfschule (heute ein Gästehaus im Besitz der Gemeinde)
- Klauenstand mit Ziegeldach
- Lavoir (ehemaliges Waschhaus)

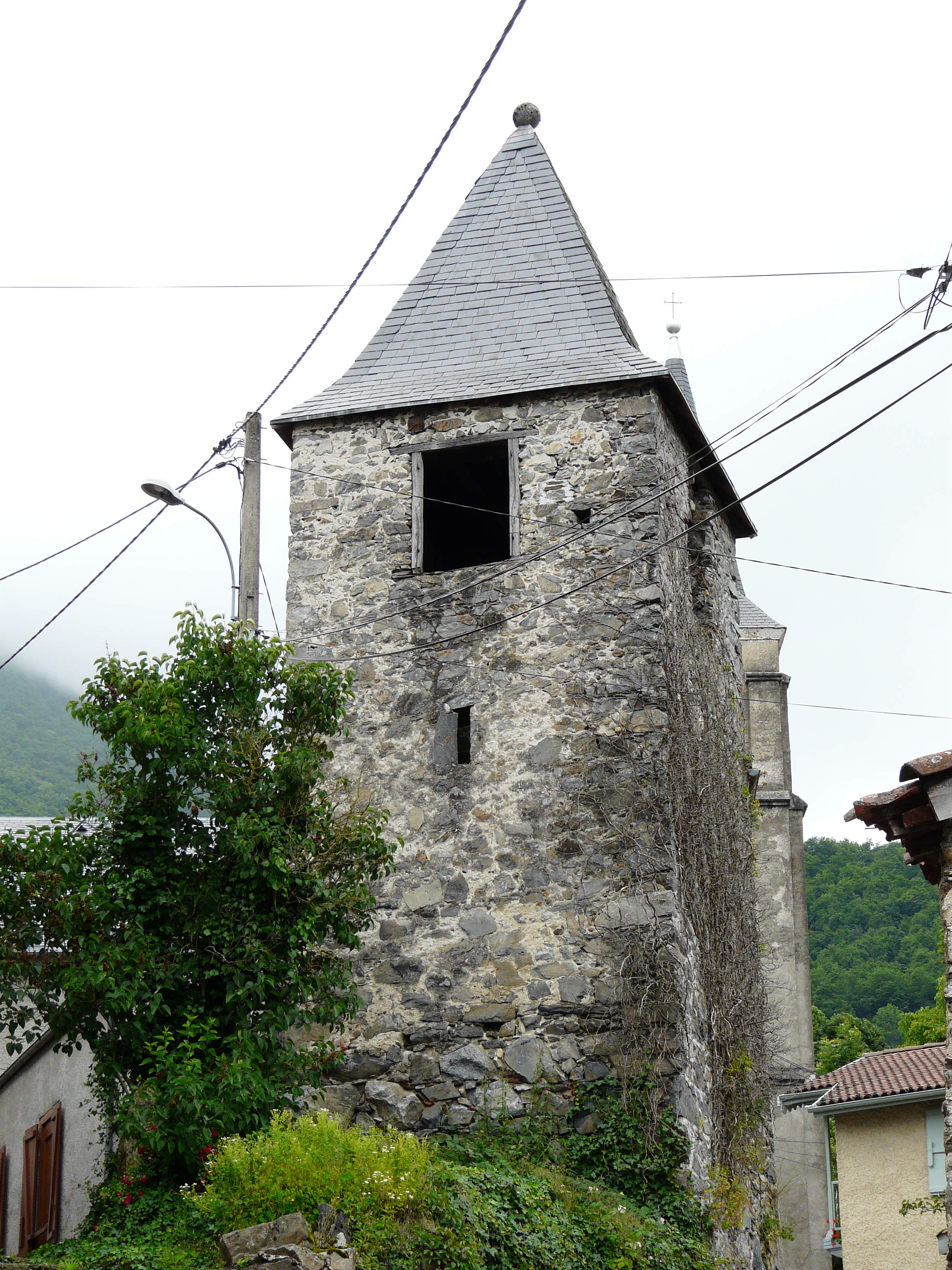
Mittelalterlicher Turm
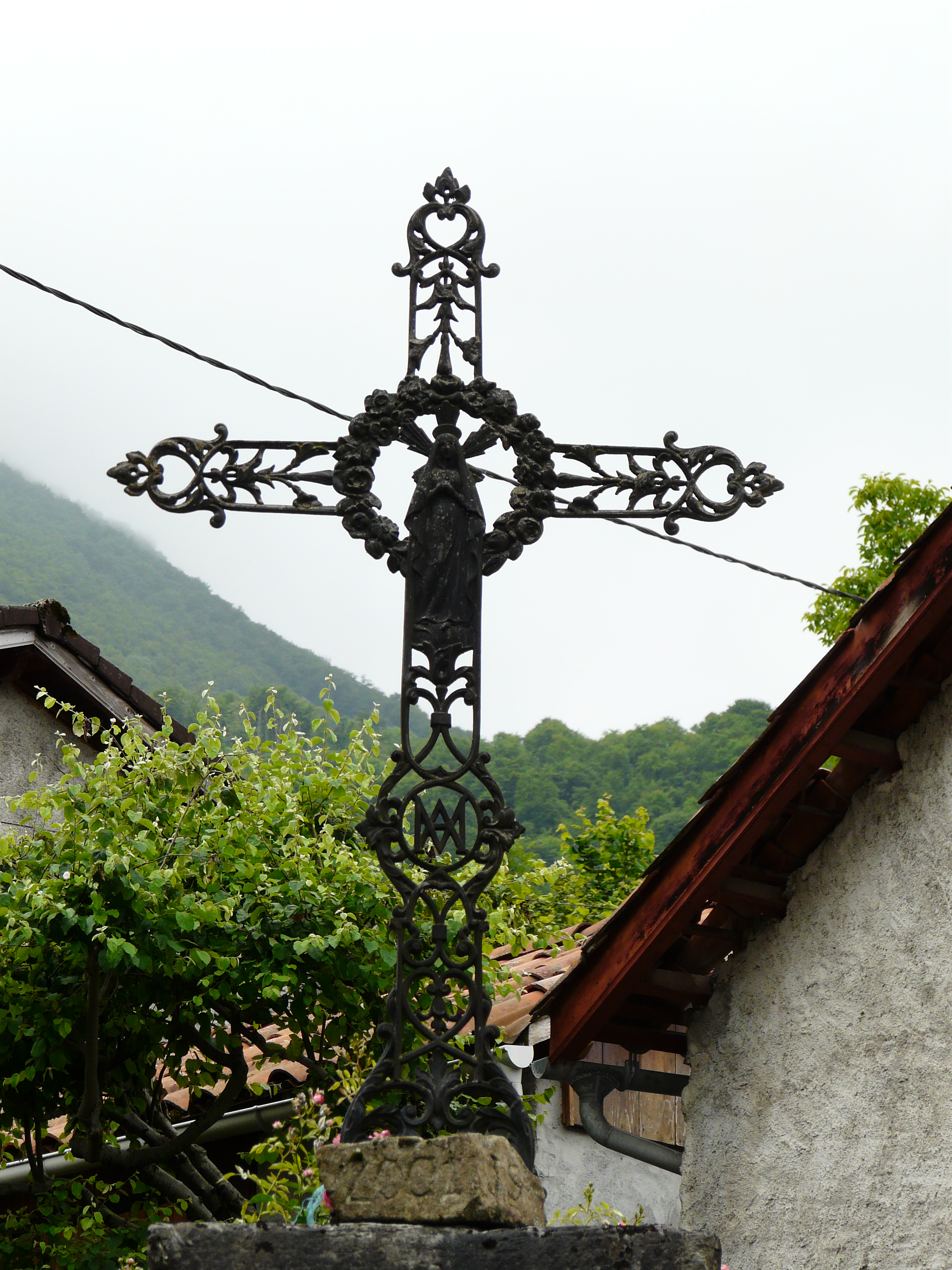
Kreuz über dem Brunnen von Esbareich
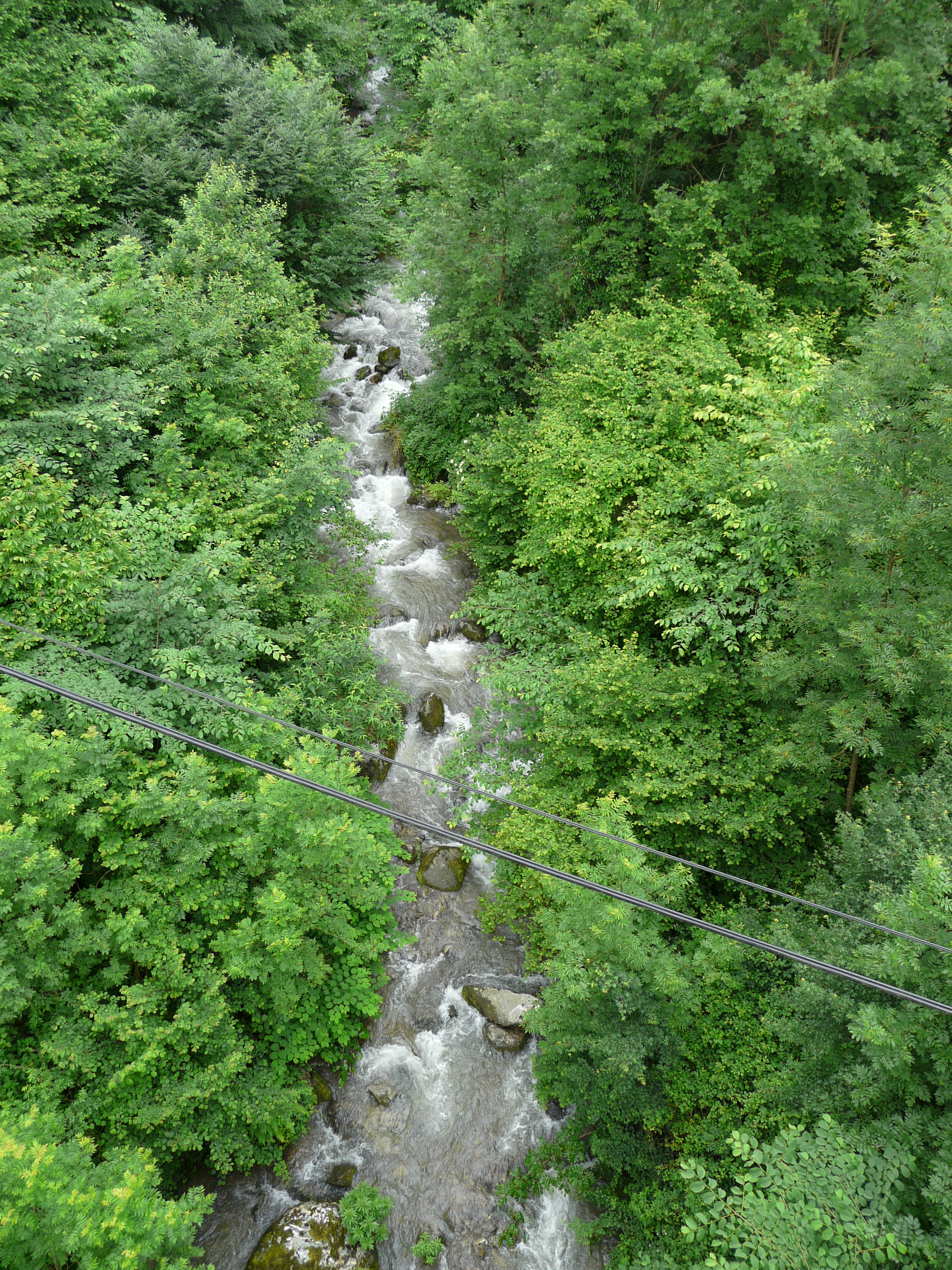
Ourse de Sost bei Esbareich
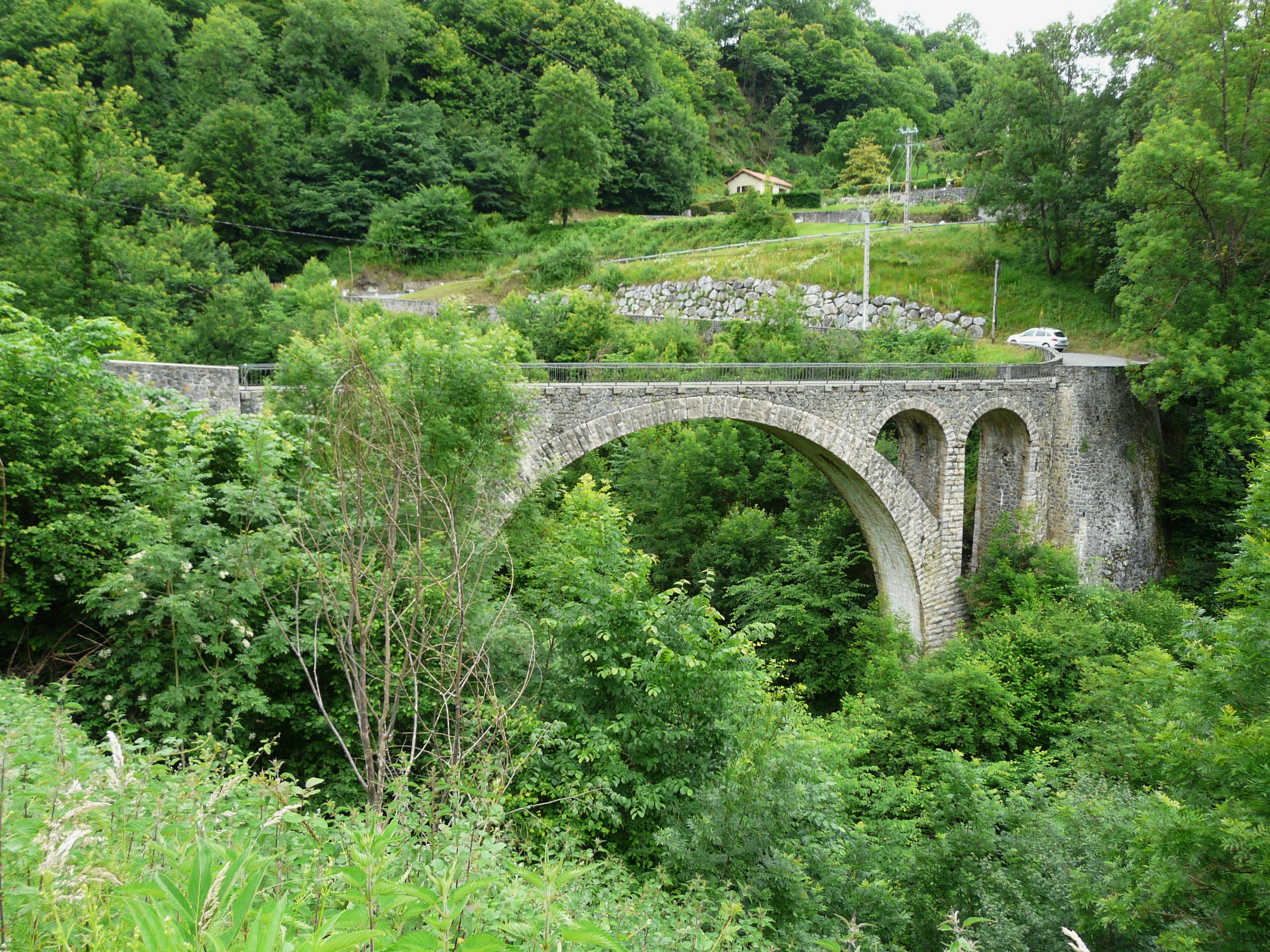
Brücke über die Ourse de Sost
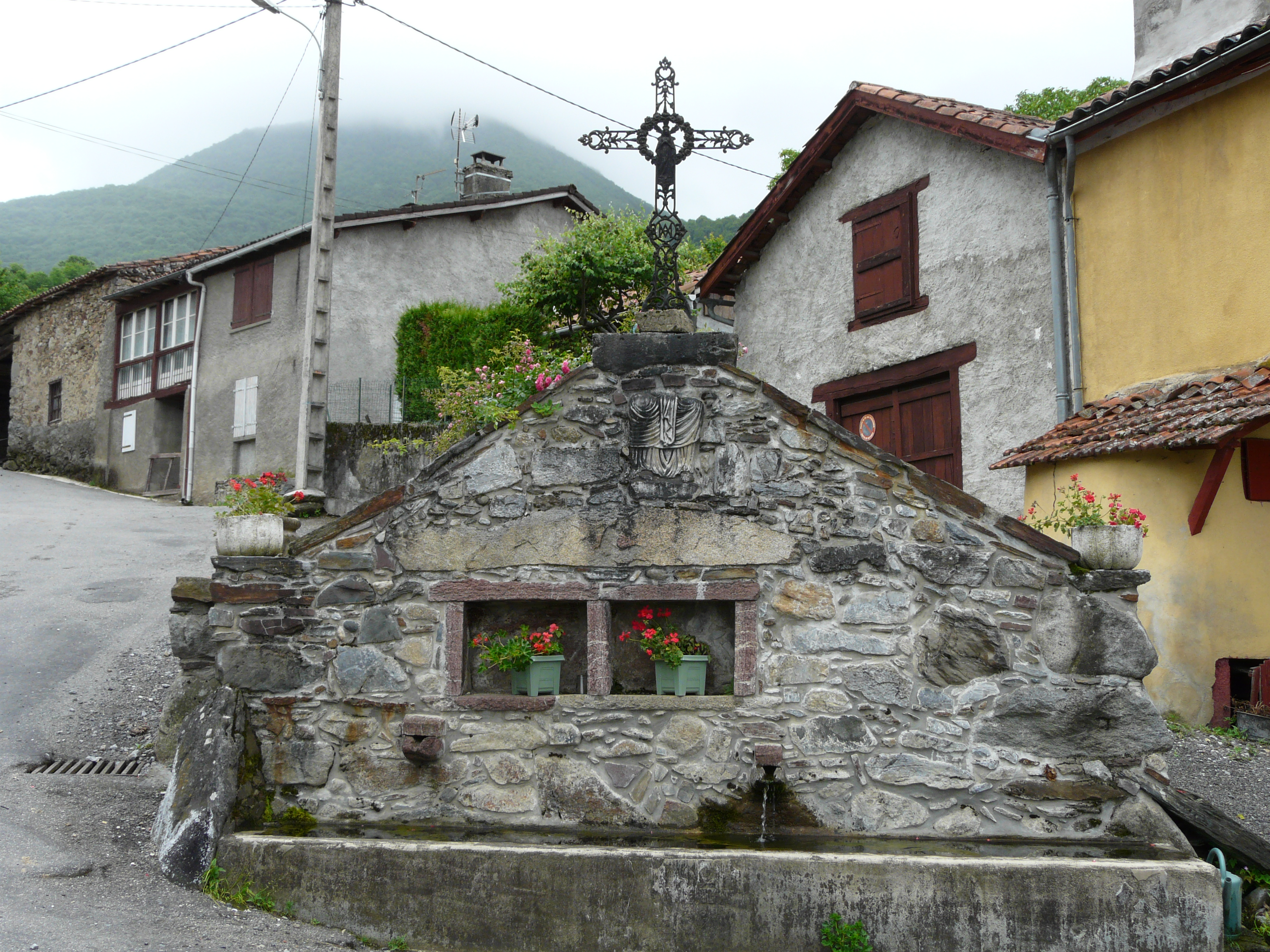
Brunnen von Esbareich
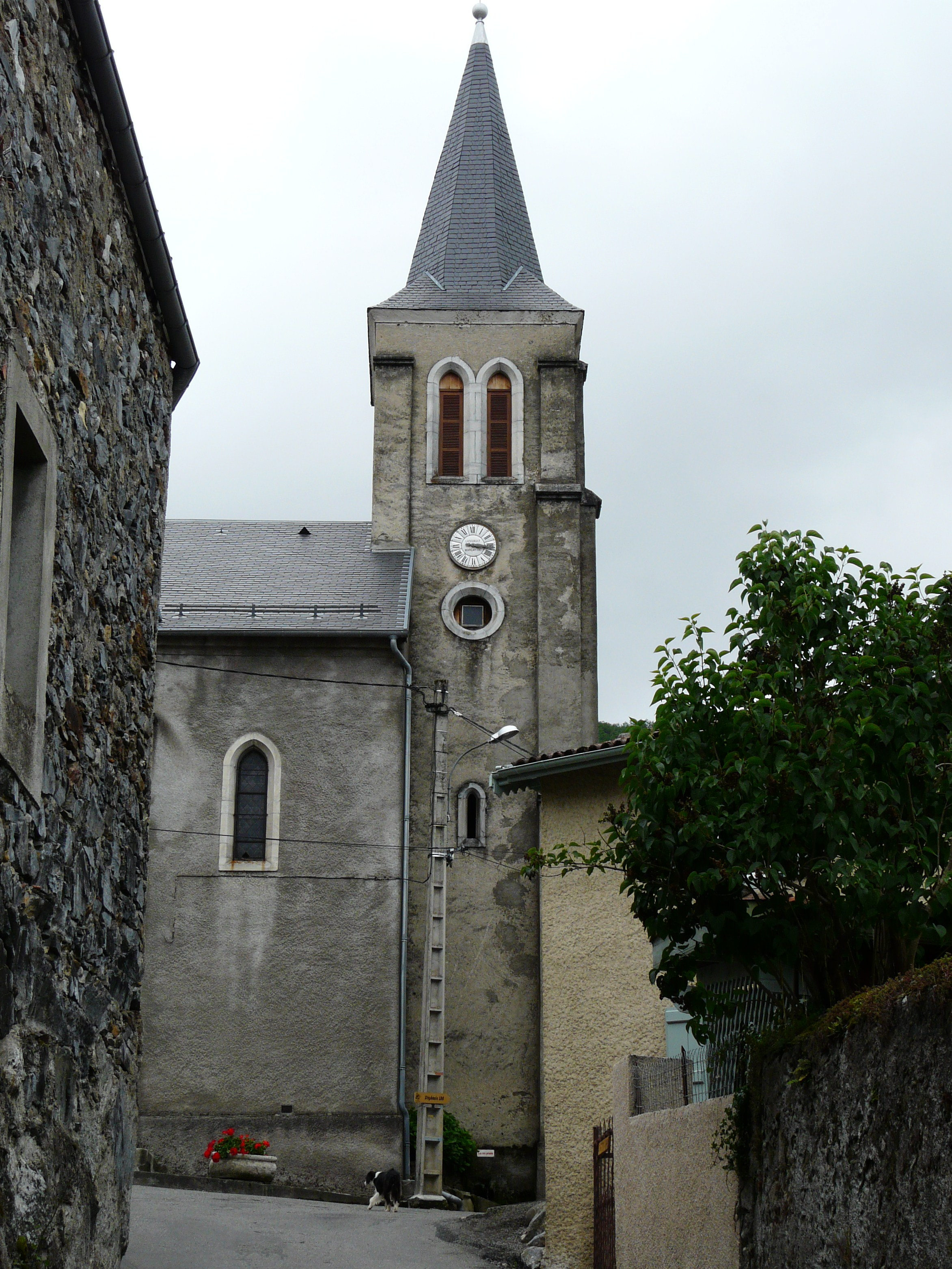
Kirche Notre-Dame de l’Assomption
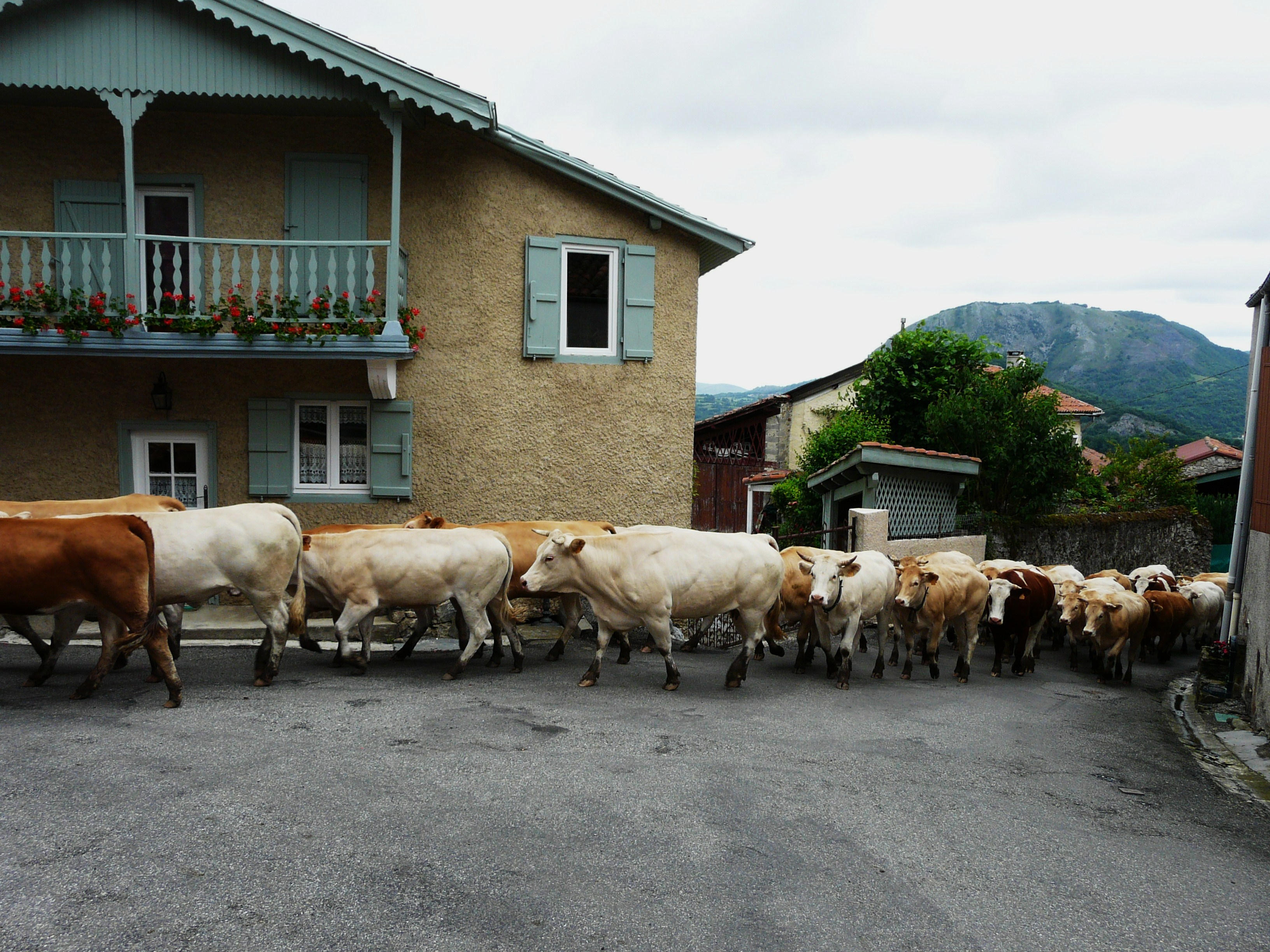
Alpaufzug in Esbareich
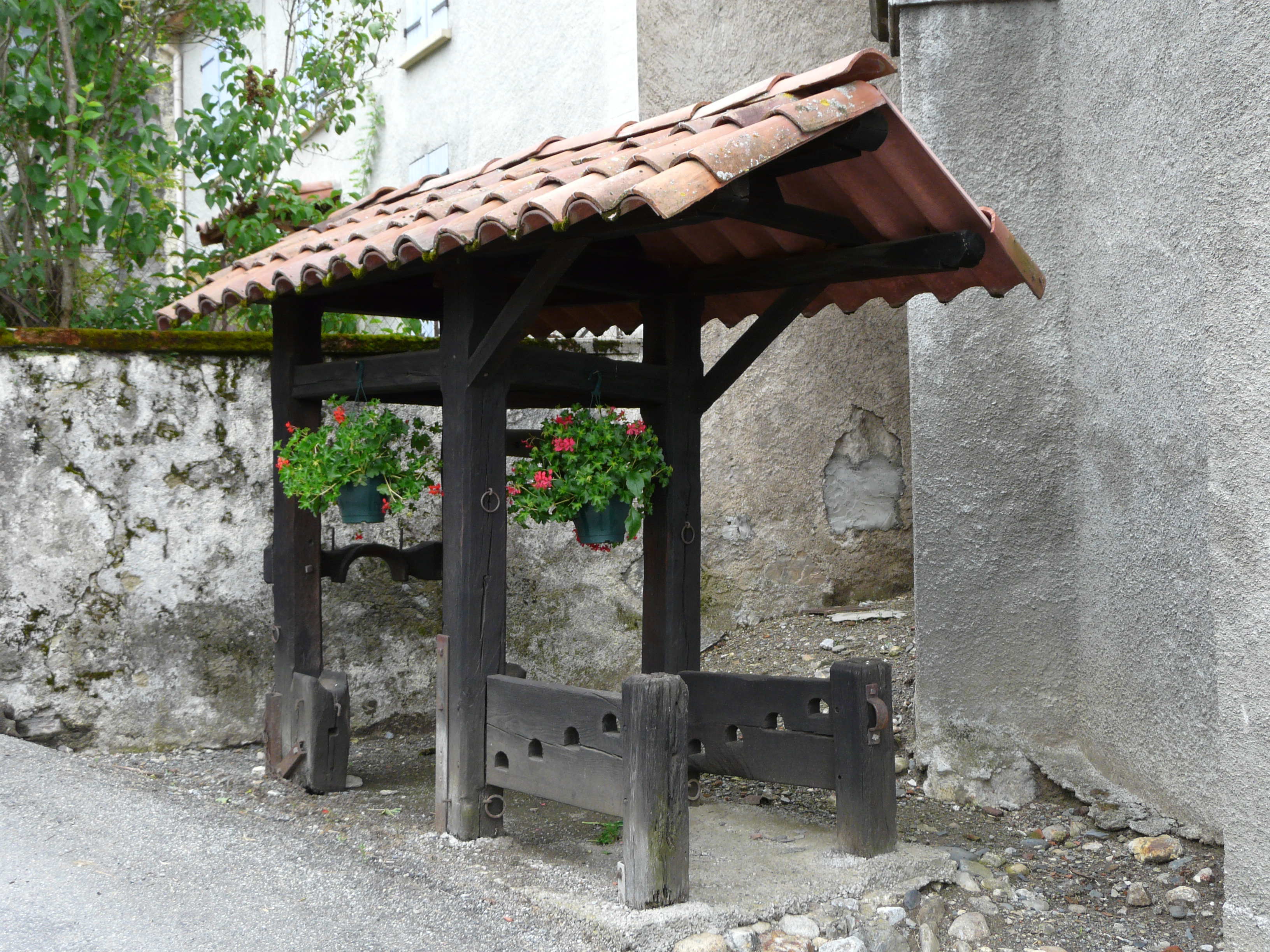
Klauenstand in Esbareich